# Зампьер Нето, Элио Эрмито
Э́лио Эрми́то Зампье́р Не́то, известный также как просто Нето (порт. Hélio Hermito Zampier Neto, род. 16 августа 1985 года в Рио-де-Жанейро) — бразильский футболист, центральный защитник. Один из трёх игроков команды, переживших авиакатастрофу над Колумбией, в которой погибла большая часть команды «Шапекоэнсе».

## Биография
До прихода в команду «Франсиску-Белтран» в 2003 году Нето играл только на любительском уровне и за команду колледжа. В 2004—2005 годах обучался в академиях «Параны» и «Васко да Гамы», после чего вернулся во «Франсиску-Белтран», где стал выступать в молодёжном первенстве штата Парана. В следующем году Нето дебютировал на профессиональном уровне, но сезон получился неудачным и «Франсиску-Белтран» вылетел во второй дивизион Лиги Паранаэнсе. Также в 2006 году защитник играл за «Фос-ду-Игуасу».
В 2007—2008 годах Нето женился на уроженке Франсиску-Белтрана Симоне, у пары родились двое детей — Элан и Элена. У клуба возникли финансовые трудности и Нето устроился работать официантом в местный ночной клуб. После полутора лет, проведённых в «Сианорти», в 2009 году Нето стал игроком Гуарани из Кампинаса, но за основной состав стал выступать только с 2010 года (в котором также был отдан в аренду в «Метрополитано»).
Следующие два сезона за «Гуарани» Нето провёл на очень высоком уровне, благодаря чему привлёк внимание тренерского штаба «Сантоса», игроком которого защитник стал 3 декабря 2012 года. В феврале 2015 года Нето перешёл в «Шапекоэнсе», с которым выиграл чемпионат штата Санта-Катарина в 2016 году, а также дошёл до первого в истории клуба финала международного турнира — Южноамериканского кубка.
28 ноября 2016 года Нето оказался одним из шести оставшихся в живых после падения самолёта BAe 146 рейса 2933 во время полёта из Санта-Крус (Боливия) в Медельин (Колумбия) на первую игру финала ЮАК. В результате авиакатастрофы футболист получил тяжёлые травмы.
В 2017—2019 годах восстанавливался от травм, полученных в авиакатастрофе. Постоянно был в заявке «Шапекоэнсе» и формально считался основным капитаном команды. Однако в декабре 2019 года всё же принял решение объявить об окончании карьеры, поскольку из-за болей в ногах и спине он не мог даже тренироваться.

## Достижения
- Чемпион штата Санта-Катарина (1): 2016
- Обладатель Южноамериканского кубка (1): 2016